# Teofilus Mellin
Teofilus Mellin, adlad Ehrenstierna, född 9 november 1639 i Småland, död 13 augusti 1689 på skeppet "Swerige", var en svensk assessor.

## Biografi
Teofilus Mellin var son till Gudmund Larsson Mellinus och Ingrid Larsdotter Lundia. Mellin blev student vid Kungliga Akademien i Åbo i Finland under den svenska tiden 1648, och student vid Uppsala universitet 1651. År 1662 utsågs han till informator till Jonas Bureis söner. Vidare företog han resor till utlandet, och kom därigenom att studera vid universitet i Leiden, där han bland annat studerade matematik och nederländsk statskunskap. Han var assessor i amiralitetskollegium. Mellin torde ha haft sin hemvist i Kalmar.
Mellin adlades den 20 mars 1683 med namnet Ehrenstierna och introducerades 1686. Han var gift med Maria Strömsköld och hade med henne flera barn. Bland dem märks döttrarna Helena Maria och Gustafvina Sophia, som båda gifte sig med två ur ätten Scheffer, den ena med Pehr Scheffer och den andra med Ivo Scheffer. 
Mellin avled 1689, vid en ålder av 49 år, på skeppet "Swerige", och begravdes i Klara kyrka. Han slöt därmed själv sin ätt på svärdssidan.